# Sokokepiplärka
Sokokepiplärka (Anthus sokokensis) är en starkt hotad afrikansk fågel i familjen ärlor inom ordningen tättingar.

## Kännetecken
Sokokepiplärkan är en relativt liten piplärka, endast 12 centimeter lång. Ovansida är brun och kraftigt streckad, undersidan gräddvit och även den kraftigt streckad i svart, framför allt på bröstet. Benen är ljust rosa, nästan vita. Blekt ansikte samt avsaknad av både ögonbrynsstreck och vingband skiljer den från den närbesläktade kortstjärtade piplärkan. Locklätet är ett väldigt ljust och nästan ohörbart fallande tsiiiiii, medan sången är en två- eller tretonig vissling.

## Systematik
Arten är närbesläktad med likaledes afrikanska kortstjärtad piplärka (A. brachyurus) och buskpiplärka (A. caffer). Genetiska studier visar att dessa är troligen närmare släkt med sporrpiplärkorna i Macronyx än med exempelvis ängspiplärka (Anthus arvensis), vilket troligen innebär att den i framtiden kommer behöva flyttas till ett nytt släkte. Inga större taxonomiska auktoriteter har dock ännu följt dessa nya resultat.

## Utbredning och levnadssätt

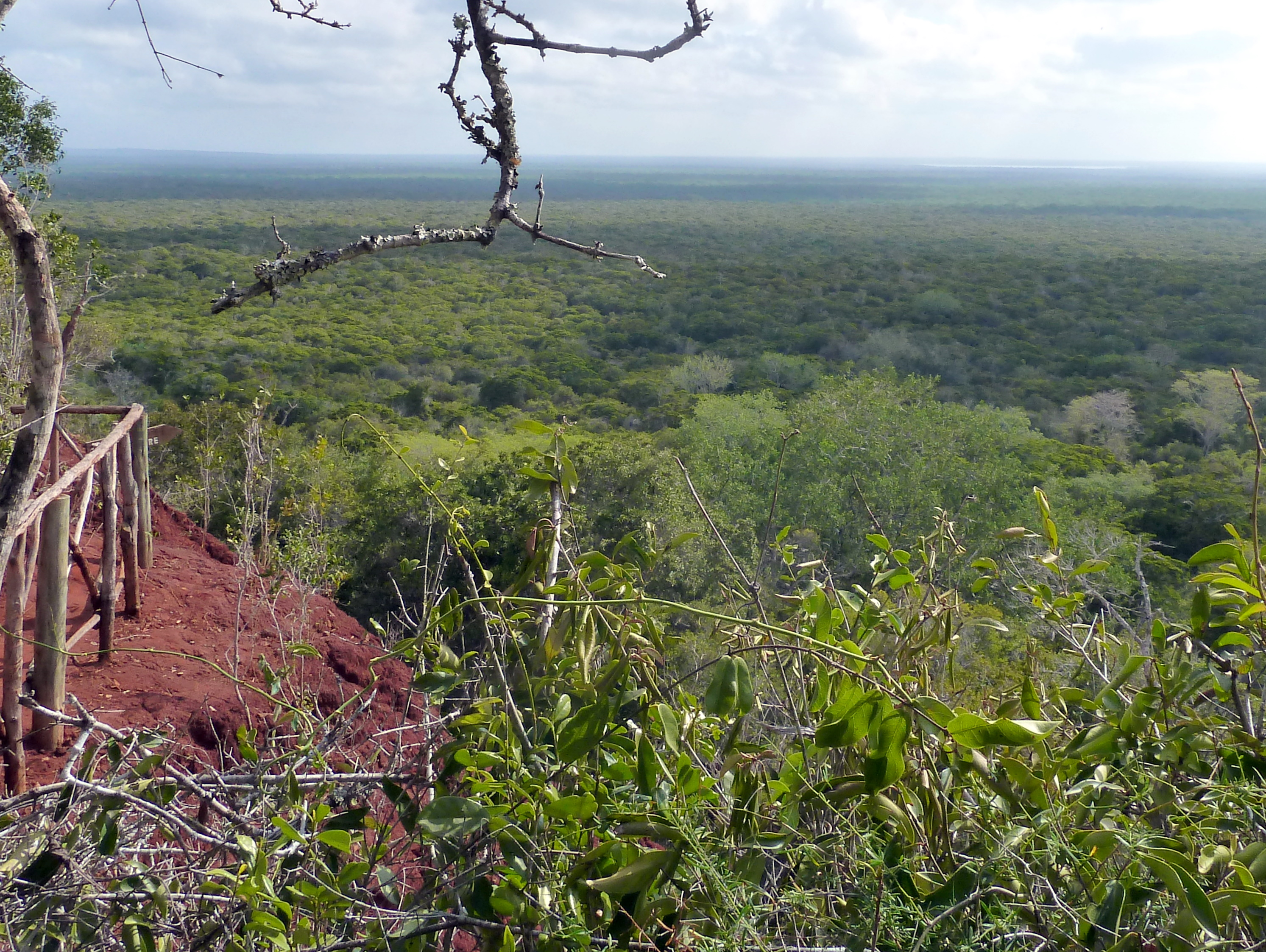
Skogsområdet Arabuko-Sokoke i Kenya är sokokepiplärkans starkaste fäste.

Sokokepiplärkan förekommer endast i kustskogar i sydöstra Kenya och nordöstra Tanzania. där den tillbringar mycket tid bland torra löv på marken, födosökande efter termiter och skalbaggar. När den skräms flyger den ofta upp och sätter sig på en hög sittplats. Den föredrar områden med rik förekomst av myr- och termitstackar. I Arabuko-Sokoke förekommer den i Brachystegia-skogar, relativt vanlig i tät, ostörd skog (2,8 fåglar/hektar) men ovanligt och lokalt där skogen är påverkad av avverkning (0,9 fåglar/hektar).

## Status och hot
Fågelns världspopulation uppskattas till endast mellan 2.500 och 10.000 individer. Skogsområdet Arabuko-Sokoke i Kenya ansågs tidigare rymma cirka 13.000 individer, men nya uppskattningar visar att beståndet där mer än halverats till 5.500 individer. Det finns inga uppskattningar av populationen i Tanzania, men lokalerna där den förekommer är små och de flesta är starkt påverkade av skogsbruk. Detta i kombination med pågående skogsavverkning för jordbruk och intentiv kolproduktion gör att internationella naturvårdsunionen IUCN numera kategoriserar arten som starkt hotad.